# فرودگاه شهری بند
فرودگاه شهری بند (به انگلیسی: Bend Municipal Airport) یک فرودگاه همگانی بهره‌برداری هوایی است که یک باند فرود آسفالت دارد و طول باند آن ۱۵۸۵ متر است. این فرودگاه در شهر بند، اورگن کشور ایالات متحده آمریکا قرار دارد و در ارتفاع ۱۰۵۵ متری از سطح دریا واقع شده‌است.